# Transferencia bielíptica

Transferencia bielíptica desde una órbita circular baja (azul) a una órbita circular más alta (rojo).

La transferencia bielíptica es una maniobra orbital que traslada una nave espacial desde una órbita hacia otra y que, en algunas situaciones, requiere un menor cambio en la velocidad que una transferencia de Hohmann, lo que se traduce en un menor gasto de combustible.
La transferencia bielíptica consiste en dos medias órbitas elípticas. Desde una órbita inicial, un primer encendido de motor brinda un delta-v para impulsar al vehículo hacia una órbita elípica exterior. En el apoapsis de esta órbita elíptica, un segundo encendido de motor envía al vehículo a una segunda órbita elíptica, cuya periapsis coincide con el radio de la órbita final. En este punto, un tercer encendido de motor desacelera el vehículo de modo que este queda confinado a la órbita final que se deseaba alcanzar.